# Primera División (Chile) 2000
Die Primera División 2000, auch unter dem Namen Campeonato Nacional Copa Banco del Estado 2000 bekannt, war die 69. Saison der Primera División, der höchsten Spielklasse im Fußball in Chile. Saisonbeginn war der 15. April und endete am 17. Dezember mit dem letzten Ligaspieltag.
Die Meisterschaft gewann das Team von Universidad de Chile und konnte somit seinen Titel verteidigen. Für den Verein war es der insgesamt 11. Meisterschaftstitel. Für die Copa Libertadores 2001 qualifizierten sich neben dem Meister auch CD Cobreloa und über die Liguilla Deportes Concepción. Die Copa Apertura 2000 gewann Universidad de Chile, das das Double holte.
Die beiden Teams Everton und Provincial Osorno stiegen in die zweite Liga ab.

## Modus
Die 16 Teams spielen jeder gegen jeden mit Hin- und Rückspiel. Meister ist die Mannschaft mit den meisten Punkten und qualifiziert sich für die Copa Libertadores. Bei Punktgleichheit entscheidet ein Entscheidungsspiel um die bessere Position, wenn es um die Meisterschaft geht. In den anderen Fällen entscheidet das Torverhältnis. Die letzten zwei Teams der Tabelle steigen in die zweite Liga ab. Der Vizemeister qualifiziert sich ebenfalls für die Copa Libertadores. Der dritte Startplatz wird mit einem K.-o.-System mit je nur einem Spiel ermittelt. Teilnehmer sind der Pokalsieger sowie die besten Teams der ersten zehn Spieltage, zweiten zehn Spieltage und dritten zehn Spieltage. Sollte ein Team direkt für die Copa Libertadoreas oder die Liguilla qualifiziert sein, rückt das nächstbeste Team nach.

## Teilnehmer
Die Absteiger der Vorsaison Deportes La Serena, Rangers de Talca, Deportes Iquique und CD Cobresal wurden durch die Aufsteiger Unión Española, Santiago Wanderers, Everton und Provincial Osorno ersetzt. Folgende Vereine nahmen daher an der Meisterschaft 2000 teil:
| Mannschaft            | Stadt             |
| --------------------- | ----------------- |
| Audax Italiano        | Santiago de Chile |
| CD Cobreloa           | Calama            |
| CSD Colo-Colo         | Santiago de Chile |
| Coquimbo Unido        | Coquimbo          |
| Deportes Concepción   | Concepción        |
| Deportes Puerto Montt | Puerto Montt      |
| Everton               | Viña del Mar      |
| CD Huachipato         | Talcahuano        |
| CD O’Higgins          | Rancagua          |
| CD Palestino          | Santiago de Chile |
| Provincial Osorno     | Osorno            |
| Santiago Morning      | Santiago de Chile |
| Santiago Wanderers    | Valparaíso        |
| Universidad Católica  | Santiago de Chile |
| Universidad de Chile  | Santiago de Chile |
| Unión Española        | Santiago de Chile |

## Tabelle
| Pl.                                | Verein                   | Sp. | S  | U  | N  | Tore    | Diff. | Punkte |
| ---------------------------------- | ------------------------ | --- | -- | -- | -- | ------- | ----- | ------ |
| 1.                                 | Universidad de Chile (M) | 30  | 18 | 7  | 5  | 062:270 | +35   | 61     |
| 2.                                 | CD Cobreloa              | 30  | 15 | 7  | 8  | 035:180 | +17   | 52     |
| 3.                                 | CSD Colo-Colo            | 30  | 13 | 10 | 7  | 058:460 | +12   | 49     |
| 4.                                 | Unión Española (N)       | 30  | 13 | 9  | 8  | 043:380 | +5    | 48     |
| 5.                                 | Deportes Concepción      | 30  | 11 | 11 | 8  | 051:420 | +9    | 44     |
| 6.                                 | Universidad Católica     | 30  | 11 | 10 | 9  | 028:300 | −2    | 43     |
| 7.                                 | Santiago Wanderers (N)   | 30  | 10 | 11 | 9  | 047:460 | +1    | 41     |
| 8.                                 | Audax Italiano           | 30  | 11 | 7  | 12 | 038:340 | +4    | 40     |
| 9.                                 | CD Palestino             | 30  | 11 | 7  | 12 | 045:440 | +1    | 40     |
| 10.                                | Santiago Morning         | 30  | 10 | 8  | 12 | 047:540 | −7    | 38     |
| 11.                                | Coquimbo Unido           | 30  | 10 | 7  | 13 | 036:470 | −11   | 37     |
| 12.                                | CD O’Higgins             | 30  | 10 | 6  | 14 | 043:520 | −9    | 36     |
| 13.                                | CD Huachipato            | 30  | 9  | 7  | 14 | 044:480 | −4    | 34     |
| 14.                                | Deportes Puerto Montt    | 30  | 9  | 6  | 15 | 042:520 | −10   | 33     |
| 15.                                | Everton (N)              | 30  | 8  | 9  | 13 | 041:530 | −12   | 33     |
| 16.                                | Provincial Osorno (N)    | 30  | 5  | 8  | 17 | 037:640 | −27   | 23     |
| Quelle: rsssf.org, Stand: Endstand |                          |     |    |    |    |         |       |        |

| (M) | Vorjahresmeister |
| (N) | Aufsteiger       |

## Beste Torschützen
| Rang | Spieler           | Klub                  | Tore |
| ---- | ----------------- | --------------------- | ---- |
| 1    | Pedro González    | Universidad de Chile  | 26   |
| 2    | Jaime Riveros     | CD Cobreloa           | 20   |
| 3    | Jorge Manuel Díaz | Coquimbo Unido        | 16   |
|      | Reinaldo Navia    | Santiago Wanderers    | 16   |
| 5    | Juan Quiroga      | Deportes Puerto Montt | 15   |

## Liguilla um die Copa Libertadores
Im Vergleich zu den Vorjahren qualifizierten sich der Pokalsieger bzw. der Finalist und das beste Team der Spieltage 1–10, 11–20 und 21–30. Sollte das beste Team schon qualifiziert sein, rückt das nächste Team nach. Als Pokalfinalist qualifizierte sich Santiago Morning, da Pokalsieger Universidad de Chile als Meister bereits für die Copa Libertadores qualifiziert war. Als bestes Team der Spieltage 1–10 nahm Universidad Católica an der Liguilla teil. Die Spieltage 11–20 gewann Meister Universidad de Chile, daher rückte Audax Italiano nach und für die Spieltage 21–30 nahm Deportes Concepción an der Liguilla teil.

### Halbfinale
|                  | Ergebnis |                      |
| ---------------- | -------- | -------------------- |
| Santiago Morning | 1:2      | Universidad Católica |
| Audax Italiano   | 0:1      | Deportes Concepción  |

### Finale
|                      | Ergebnis |                     |
| -------------------- | -------- | ------------------- |
| Universidad Católica | 2:3      | Deportes Concepción |

Durch den Sieg im Finale nahm Deportes Concepción an der Copa Libertadores 2001 teil.